# Неґув
Неґув (пол. Niegów) — село в Польщі, у гміні Забродзе Вишковського повіту Мазовецького воєводства.
Населення — 683 особи (2011).
У 1975-1998 роках село належало до Остроленцького воєводства.

## Демографія
Демографічна структура станом на 31 березня 2011 року:
|          | Загалом | Допрацездатний вік | Працездатний вік | Постпрацездатний вік |
| -------- | ------- | ------------------ | ---------------- | -------------------- |
| Чоловіки | 342     | 69                 | 257              | 16                   |
| Жінки    | 341     | 75                 | 225              | 41                   |
| Разом    | 683     | 144                | 482              | 57                   |